# Lepidurus packardi
Lepidurus packardi је животињска врста класе Crustacea која припада реду Notostraca и фамилији Triopsidae.

## Угроженост
Ова врста се сматра угроженом.

## Распрострањење
Ареал врсте је ограничен на једну државу. 
Сједињене Америчке Државе су једино познато природно станиште врсте.

## Станиште
Станиште врсте су слатководна подручја.